# هفت خواني (زلاغي الشرقي)
هفت خواني (بالفارسية: هفتخوانی) هي قرية تقع في إيران في قسم زلاغي الشرقي الریفي. يقدر عدد سكانها بـ 96 نسمة .